# 基肖尔·库马尔

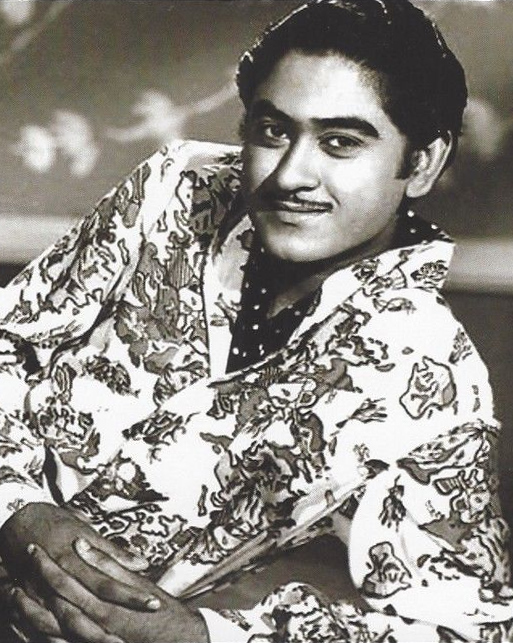
基肖尔·库马尔

基肖尔·库马尔（1929年8月4日—1987年10月13日）是一位印度歌手和演员。 他擅長约德尔唱法。
除了印地语，他还會用孟加拉语、马拉地语、阿萨姆语、古吉拉特语、卡纳达语、博杰普尔语、马拉雅拉姆语、奥里亚语和乌尔都语唱歌。 
基肖尔·库马尔曾獲得8项印度電影觀眾獎。 
1987年10月13日下午4点45分，基肖尔·库马尔因心脏病突发去世。他的遗体隨後火化。 